# Planieren (Bauwesen)
Planieren (auch Einebnen oder Nivellieren) ist das Herstellen ebener Flächen ohne oder mit gleichmäßigem Gefälle (Gradiente), etwa für die spätere Bebauung oder stabile Böschungen. Dazu werden Unebenheiten durch Abtragen entfernt oder befüllt. Im Bauwesen werden ebene Flächen als planar bezeichnet.
Das Planieren von Erdreich erfolgt unter Einsatz von Planierraupen und Gradern. In diesem Zusammenhang können auch Abriss und Rodung umgangssprachlich als Planieren bezeichnet werden, wenn dabei Bebauung oder Bewuchs entfernt werden. 
Ist es nach der Fertigstellung eines Rohbaus erforderlich, Unebenheiten auf den Oberflächen von Bodenplatte, Decken oder bereits eingebrachten Estrichen einzuebnen bzw. zu nivellieren und Höhenunterschiede anzugleichen, so kann entweder 
- eine Spachtelmasse aufgetragen werden,
- eine selbstverlaufende bzw. selbstnivellierende Ausgleichs- oder Spachtelmasse auf dem Rohboden verteilt werden,
- ein calciumsulfat- oder zementgebundener Fließestrich eingebracht werden,
- eine Schüttung aus Sand, Schlacke, Perlite, geschäumtem Polystyrol (Styropor), Hanfschäben oder ähnlichem vorgenommen werden, die häufig durch Bindemittel verfestigt wird, oder
- ein weiches Dämmmaterial aufgebracht werden.

Auf Schüttung und Dämmstoff muss dann nochmals eine lastverteilende Schicht aus Estrich oder Trockenestrich folgen.